# Пухмайер, Антонин Ярослав

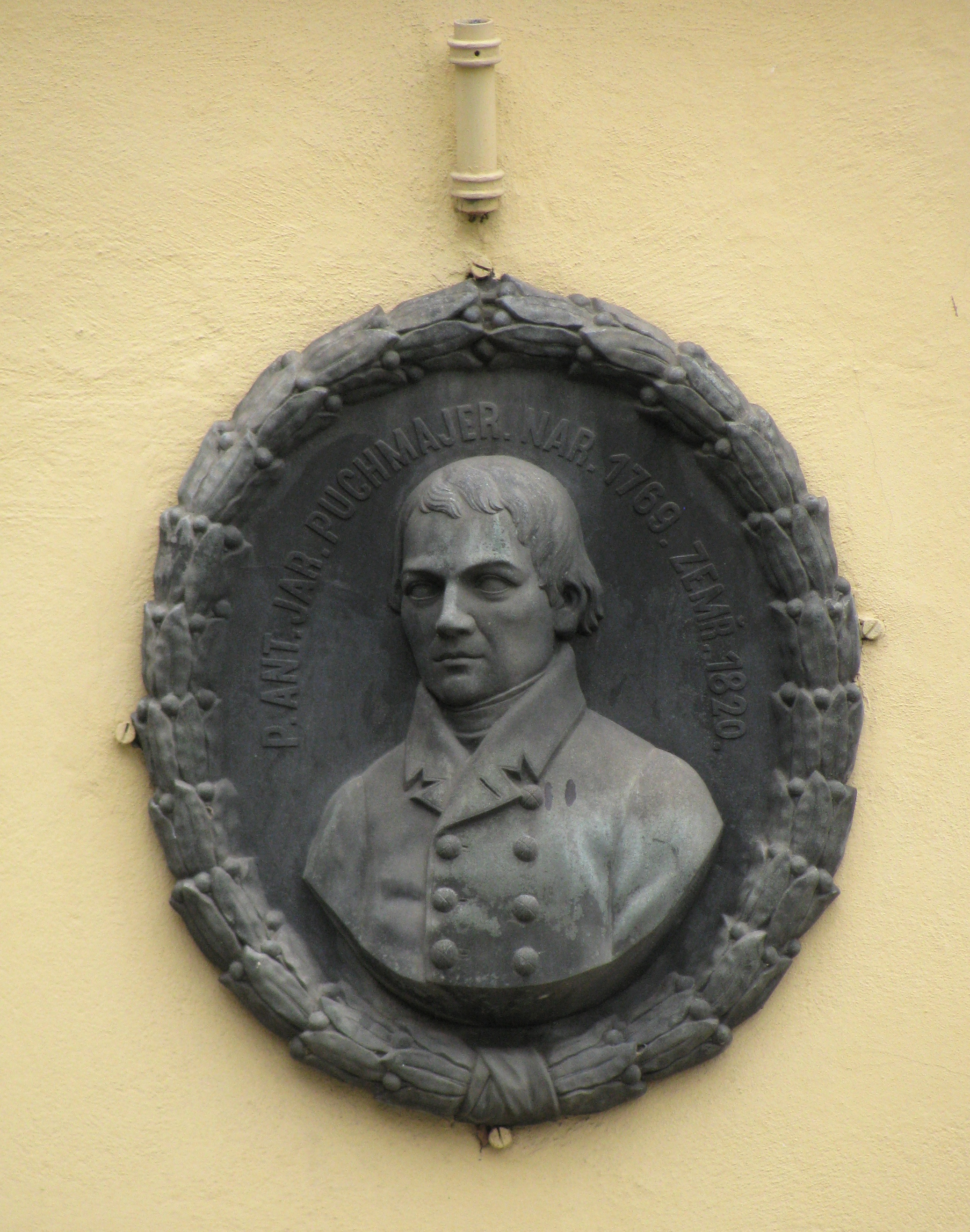
Барельеф А. Пухмайера в г. Раднице, где долгое время он служил священником

Антонин Ярослав Пухмайер (7 января 1769, Тин-над-Влтавоу Богемия (ныне район Ческе-Будеёвице, Южночешский край — 29 сентября 1820, Прага) — чешский поэт, языковед и переводчик, один из будителей периода национального возрождения.

## Биография
Окончил гимназию в Ческе-Будеёвице, затем изучал философию в университете Праги.
В феврале 1796 года был рукоположен, служил приходским священником в селах Богемии.
Занялся одновременно литературным творчеством. Будучи выходцем из среды духовенства, в котором ещё окончательно не был утрачен интерес к родной старине и народности стал со временем одним из будителей.
Пухмайер сумел собрать вокруг себя молодые силы, из которых и образовал новую поэтическую школу, так называемую, Пухмайеровскую школу или новочешскую поэтическую школу и долго ею руководил. Свою просветительскую и патриотическую миссию Пухмайер и его сподвижники усматривали в том, чтобы заложить основы отечественной поэзии — разработать прежде всего литературный язык и поэтическую технику. Необходимо было возродить во многом утраченную литературную культуру.
В 1795—1814 годах под его редакцией выходили альманахи «Sebrání básní a zpěvů» («Собрание стихотворений и песней»; том 1 — 1795, том 2 — 1797) и «Nové básně» («Новые стихотворения»; том 1 — 1798, том 2 — 1802, том 3 — 1814), авторами которых были он сам и его последователи Войтех Неедлый (поэмы «Otokar», «Vratislav» и «Václav») и Себастиан Гневковский, автором юмористического стихотворения «Děvin». По рекомендации учёного филолога аббата Йозефа Добровского, «патриарха славяноведения» (1753—1829), поэты этой новой школы, с Пухмайером во главе, заменили силлабический размер в стихах тоническим, более пригодным для чешского языка.
Первым чешским стихотворением, появившемся из-под пера А. Пухмайера была «Ода Яну Жижке из Троцнова», в духе распространённой в период возрождения общей концепции гуситства, национальной борьбы Чехии с Германией.
Пухмайер был также языковедом и переводчиком, переводил с польского, латинского, немецкого, французского, русского, греческого (перевёл труды Монтескьё), принимал участие в работе над созданием немецко-чешского словаря Йозефа Добровского, уделял большое внимание к языку и культуре цыган. Был первым чехом, который описал цыганский язык и его чешский диалект.
В 1820 году выпустил русскую грамматику, которая была посвящена российской императрице и одобрена Санкт-Петербургской Академией.
В последнее время часто обсуждается возможность его участие в создании фальсифицированной средневековой Краледворской и Зеленогорской рукописей.
Похоронен на Ольшанском кладбище.

## Избранные труды

### Поэзия
- Nové básně:
  - Óda na Jana Žižku z Trocnova
  - Hlas Čecha
- Na jazyk český
- Král Jiří a Vaněk Všeboj
- Nedělní kázání
- Sváteční kázání
- Rýmovník aneb rýmovní slovník
- Fialky

### В области филологии
- Pravopis rusko-český
- Deutsch-böhmisches Wörtebuch II.
- Romáňi Čib, das ist Grammatik und Wörterbuch der Zigeuner Sprache, nebst einigen Fabeln in derselben. Dazu als Anhang die Hantýrka oder die Čechische Diebessprache